# Alessandro Giannessi
Alessandro Giannessi (nacido en La Spezia, Italia, el 30 de mayo de 1990) es un tenista italiano. El 24 de julio de 2017 llegó a su mejor ranking (84) de la ATP, su mejor ranking en dobles fue 171 el 14 de octubre de 2013.

## Historia
Empezó a jugar al tenis a los ocho años. Habla italiano, inglés y español. Su padre, Giovanni es dueño de una compañía, sus dos hermanos, Marco y Francesco son ingenieros. Su superficie favorita es la arcilla. Su tiro favorito es el drive. 
En su tiempo libre le gusta escuchar música y mirar partidos de fútbol. Su club favorito es el A.C. Milan.
Al 8 de julio de 2024 se encuentra en la posición 384 del Ranking ATP.
Su ídolo es Roger Federer.

## Títulos Challenger; 5 (4 + 1)
| Leyenda             | Individuales | Dobles |
| ------------------- | ------------ | ------ |
| ATP Challenger Tour | 4            | 1      |

### Individuales (4)
| N.° | Fecha      | Torneo                   | Superficie    | Oponente en la final | Resultado        |
| --- | ---------- | ------------------------ | ------------- | -------------------- | ---------------- |
| 1.  | 18.09.2016 | Challenger de Szczecin   | Tierra batida | Dustin Brown         | 6-2, 6-3         |
| 2.  | 16.09.2018 | Challenger de Bania Luka | Tierra batida | Carlos Berlocq       | 6-7(6), 6-4, 6-4 |
| 3.  | 02.06.2019 | Challenger de Vicenza    | Tierra batida | Filippo Baldi        | 7-5, 6-2         |
| 4.  | 26.03.2023 | Challenger de Zadar      | Tierra batida | Sebastian Ofner      | 6-4, 5-7, 7-6(6) |

### Dobles
| N.º | Fecha      | Torneo               | Superficie | Pareja        | Rival en la final              | Resultado |
| --- | ---------- | -------------------- | ---------- | ------------- | ------------------------------ | --------- |
| 1.  | 13.09.2013 | Challenger de Meknes | Tierra     | Gianluca Naso | Gerard Granollers Jordi Samper | 7-5, 7-63 |